# NN-26
La carretera NN‑26 es una vía carretera secundaria situada en el departamento de Madriz, Nicaragua. Con una longitud total de 13,28 km, conecta el municipio de Palacagüina con el límite municipal que comparte con Telpaneca, cerca de la comunidad de Los Lirios, facilitando la conexión intermunicipal.

## Trazado y cruces
La siguiente tabla muestra el recorrido estimado de la NN‑26:
| km    | Localidad / Punto                                     | Departamento | Conexión / Ruta |
| ----- | ----------------------------------------------------- | ------------ | --------------- |
| 0,00  | Palacagüina                                           | Madriz       | Inicio de ruta  |
| 13,28 | Límite municipal Palacagüina / Telpaneca (Los Lirios) | Madriz       | Fin de la ruta  |